# Gaspar Bay
Gaspar Bay – zatoka (ang. bay) jeziora Lake Rossignol w kanadyjskiej prowincji Nowa Szkocja, w hrabstwie Queens; nazwa urzędowo zatwierdzona 7 grudnia 1937.